# Tamiahua
Tamiahua är en ort i Mexiko.   Den ligger i kommunen Tamiahua och delstaten Veracruz, i den sydöstra delen av landet, 270 km nordost om huvudstaden Mexico City. Tamiahua ligger 4 meter över havet och antalet invånare är 5 265.
Terrängen runt Tamiahua är mycket platt. Havet är nära Tamiahua österut.  Tamiahua är det största samhället i trakten.